# كأس هولندا السياحية 2004
كأس هولندا السياحية 2004 هو سباق دراجات نارية أقيم بتاريخ 26 يونيو 2004 في حلبة أسن تي تي. كان الجولة السادسة من أصل 16 في سباق الجائزة الكبرى للدراجات النارية موسم 2004. فاز فالنتينو روسي بفئة الموتو جي بي بينما جاء سيت جيبيرنو في المركز الثاني وحصل على المركز الثالث ماركو ميلاندري.

## وصلات خارجية
- الموقع الرسمي